# Museum of Vertebrate Zoology

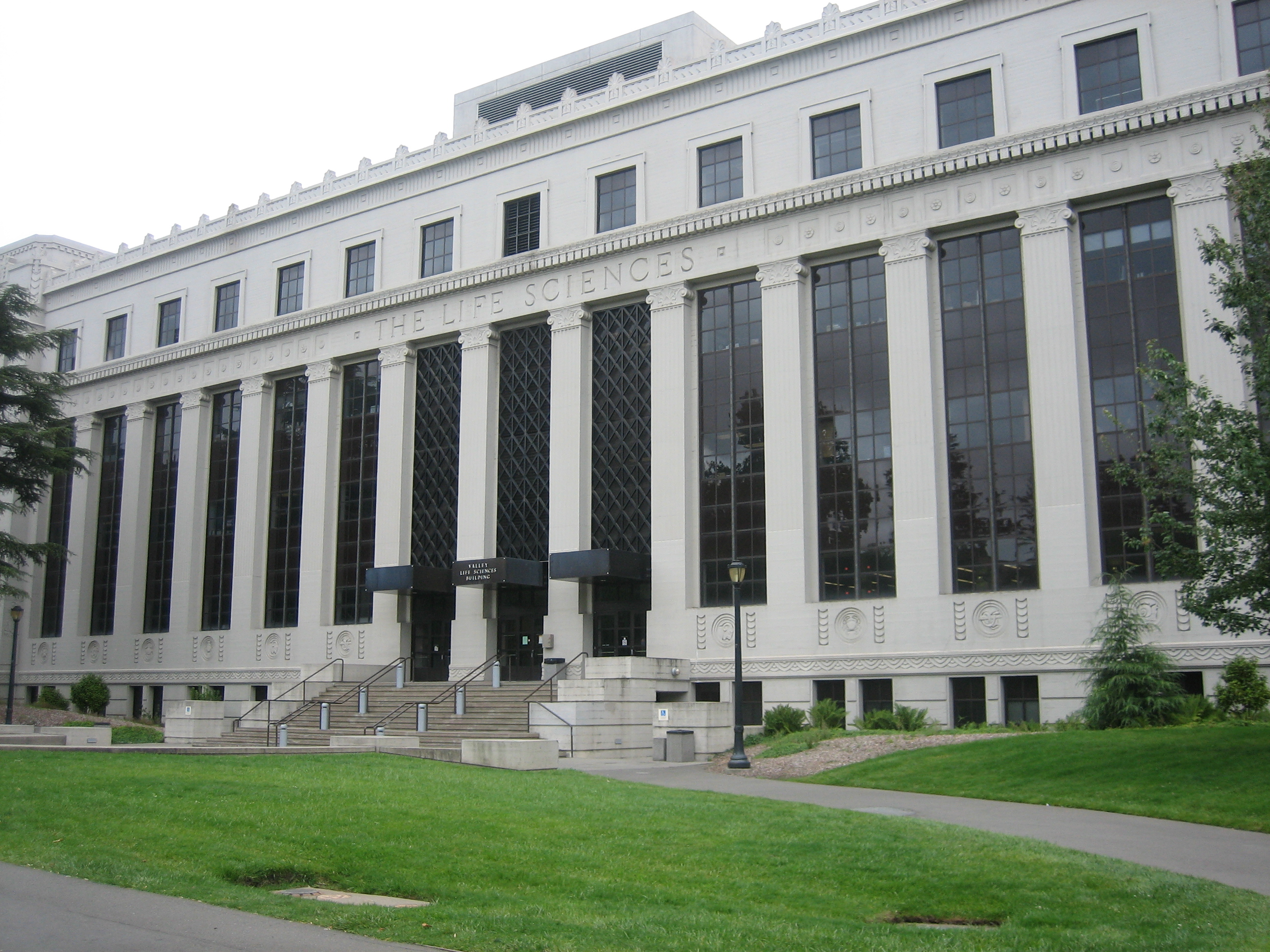
Das Valley Life Sciences Building, in dem sich auch das MVZ befindet

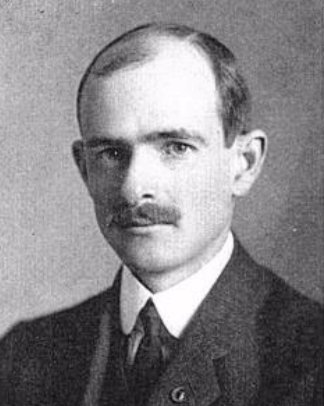
Joseph Grinnell, erster Direktor des MVZ (1904)

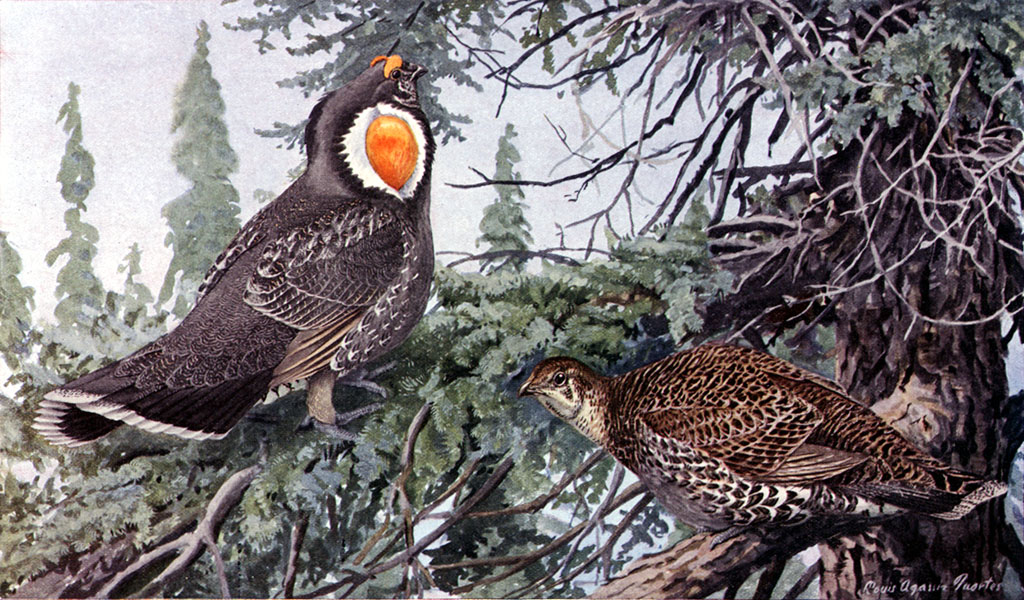
Abbildung eines Felsengebirgshuhns aus dem Archiv des MVZ

Das Museum of Vertebrate Zoology (MVZ) ist ein zoologisches Museum in Berkeley, das sich auf dem Campus der University of California im Valley Life Sciences Building befindet. Es wurde 1908 gegründet und beherbergt eine umfangreiche Wirbeltier-Sammlung mit dem Schwerpunkt Nordamerika.

## Geschichte
Das Museum entstand auf Initiative der Philanthropin und paläontologischen Sammlerin Annie Montague Alexander. Sie schrieb 1907 einen Brief an Benjamin Ide Wheeler, den damaligen Präsidenten der University of California, in dem sie eine jährliche Spende von 7000 Dollar für die Erforschung von Säugetieren, Vögeln und Reptilien der nordamerikanischen Westküste in Aussicht stellte. Im Gegenzug verlangte sie die Einrichtung eines Naturkundemuseums in einem feuerfesten, elektrifizierten Gebäude, über das sie für die folgenden sieben Jahre die Kontrolle beanspruchte. Sie schlug außerdem Joseph Grinnell (1877–1939) als ersten Direktor vor.
Wheeler stimmte zu und das MVZ wurde 1908 eröffnet. Alexander investierte insgesamt über 750.000 Dollar in seinen Ausbau und stiftete 20.564 zoologische und fossile Proben, die sie selbst gesammelt oder erworben hatte. Sie beteiligte sich drei Jahrzehnte lang aktiv an der Organisation des Museums.
1940 übernahm Alden Holmes Miller die Leitung des Museums und hatte das Amt des Direktors bis zu seinem Tod 1965 inne.

## Sammlungen
Die Sammlung des MVZ umfasst über 640.000 Exemplare von Amphibien, Reptilien, Vögeln, Vogeleiern und Säugetieren sowie über 50.000 Gewebeproben dieser Wirbeltiere.
Die Sammlung dient ausschließlich der wissenschaftlichen Forschung und ist nur einmal im Jahr an einem Tag der offenen Tür für die Öffentlichkeit zugänglich.